# Theodore Wright
Theodore Wright (Hove, 15 maggio 1883 – Vailly, 14 settembre 1914) è stato un militare britannico, che durante la prima guerra mondiale fu decorato con la Victoria Cross alla memoria.

## Biografia

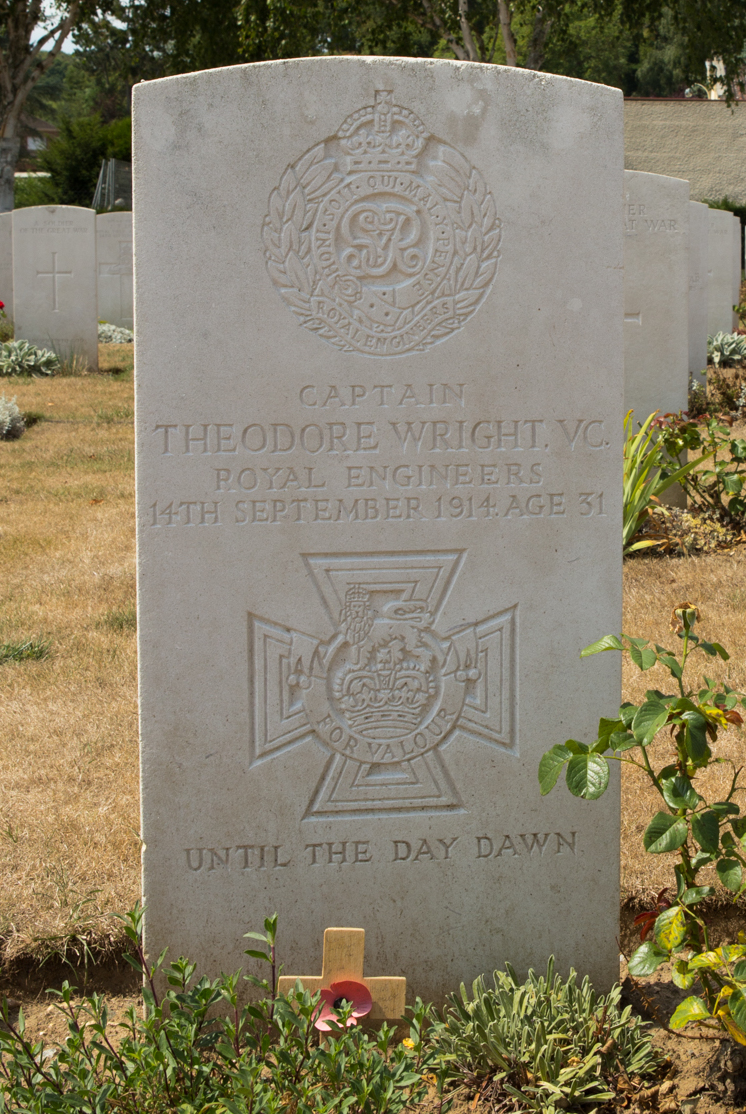
La tomba CWGC di Wright presso il cimitero militare britannico di Vailly.

Nacque al 119 Lansdowne Place a Hove, nel Sussex, il 15 maggio 1883, figlio di William Walter e Arabella Talent. Studiò al Clifton College e poi alla Royal Military Academy di Woolwich dove giocò a cricket nella squadra dell'esercito. Entrò in servizio attivo il 1º ottobre 1902 con il grado di sottotenente, continuò l'addestramento a Chatham, e fu promosso tenente nel 1905. Prestò servizio nella sezione mongolfiere ad Aldershot, poi andò a Gibilterra rimanendovi fino al dicembre 1906, prestando successivamente servizio nella 2ª Compagnia da fortezza a Il Cairo e ritornò ad Aldershot nel 1912.
Dopo aver frequentato un corso avanzato a Chatham, fu assegnato alla 56ª Compagnia genio da campo a Bulford Camp, nel Wiltshire, aiutante della 3ª Divisione Royal Engineers. Poco tempo dopo fu promosso capitano, e allo scoppio della Grande Guerra sbarcò a Rouen, in Francia, il 17 agosto 1914.
Il 23 agosto 1914, vicino alla stazione ferroviaria di Jemappes, vicino a Mons, in Belgio, una compagnia dei Royal Scots Fusiliers teneva una barricata all'estremità nord di un ponte sul canale Mons-Condé. Quando il fuoco sulla postazione tenuta dai fucilieri divenne molto violento e vi furono numerose vittime fu decisa la ritirata. Fu chiamato a distruggere il ponte il caporale Charles Jarvis, dei Royal Engineers, ma era senza l'esplosivo e inneschi. Fu allora che, ferito alla testa dal alcuni shrapnel mentre tentava di attraversare i 20 metri di terreno aperto a sud del canale, ed incaricato di supervisionare i preparativi della 57ª Compagnia genio da campo, incontrò Jarvis. Gli disse subito di tornare sul posto e che avrebbe procurato l'attrezzatura necessaria. 
Incontratosi con il tenente Boulnois scoprì che era stato ricevuto l'ordine di ritirarsi e partì quindi in macchina per dare l'ordine di distruggere i ponti di Nimy. 
Nel pomeriggio si diresse verso il ponte di Mariette con il sergente Smith, e i due scoprirono che le estremità dei cavi esplosivi raggiungevano solo l'alzaia. Con cavi più lunghi legati intorno a lui, riuscì a raggiungere il ponte di travi sul canale più piccolo e si riparò. Quando fu sotto il ponte, aggrappandosi alle travi con una mano per volta, raggiunse la sponda opposta, ma ogni volta che alzava la testa dall'alzaia venne a trovarsi sotto un forte fuoco nemico. Impossibilitato a raggiungere i cavi ed esausto si lasciò cadere in acqua, dove fu tratto in salvo dal sergente Smith.
Il 14 settembre 1914, a Vailly, sul fiume Aisne, assistette al passaggio della 5ª Brigata di cavalleria su un ponte di barche costruito dalla 56ª e 57ª Compagnia genio da campo la notte precedente. Mentre supervisionava le riparazioni del ponte fu costantemente esposto a ad intendo fuoco nemico ed alla fine fu ucciso mentre aiutava alcuni uomini feriti a ripararsi. Fu sepolto nel cimitero militare britannico di Vailly.
Il 16 novembre 1914 fu insignito della Victoria Cross, consegnata a sua madre dal re Giorgio V a Buckingham Palace il 16 novembre 1916. 
Le sue medaglie, lettere e targa commemorativa furono passate a suo nipote, Peter Heath, che le donò ai Royal Engineers alla sua morte. Sono esposti al Royal Engineers Museum, Gillingham (Kent).

### Annotazioni
1. ↑  La coppia ebbe altri quattro figli, un maschio di nome Godfrey e quattro femmine, Anabella, Elizabeth, Emily e Helen.

### Fonti
1. ↑  VC & GC Association.
2. 1 2 3 4 5 6 7 8 9 10 11 12 13 14  Victoria Cross Online.
3. ↑  (EN) The London Gazette (PDF), n. 27488, 28 October 1902.
4. 1 2 3 4 5  Victoria Cross.
5. 1 2  Victoria Cross.
6. ↑  (EN) The London Gazette (PDF), n. 28976, 13 November 1914.